# Vyšné Opátske
Vyšné Opátske (bis 1927 slowakisch „Opatovce“; ungarisch Szilvásapáti – bis 1882 Apátiszilvás) ist ein Stadtteil von Košice, im Okres Košice IV in der Ostslowakei südöstlich der Innenstadt.

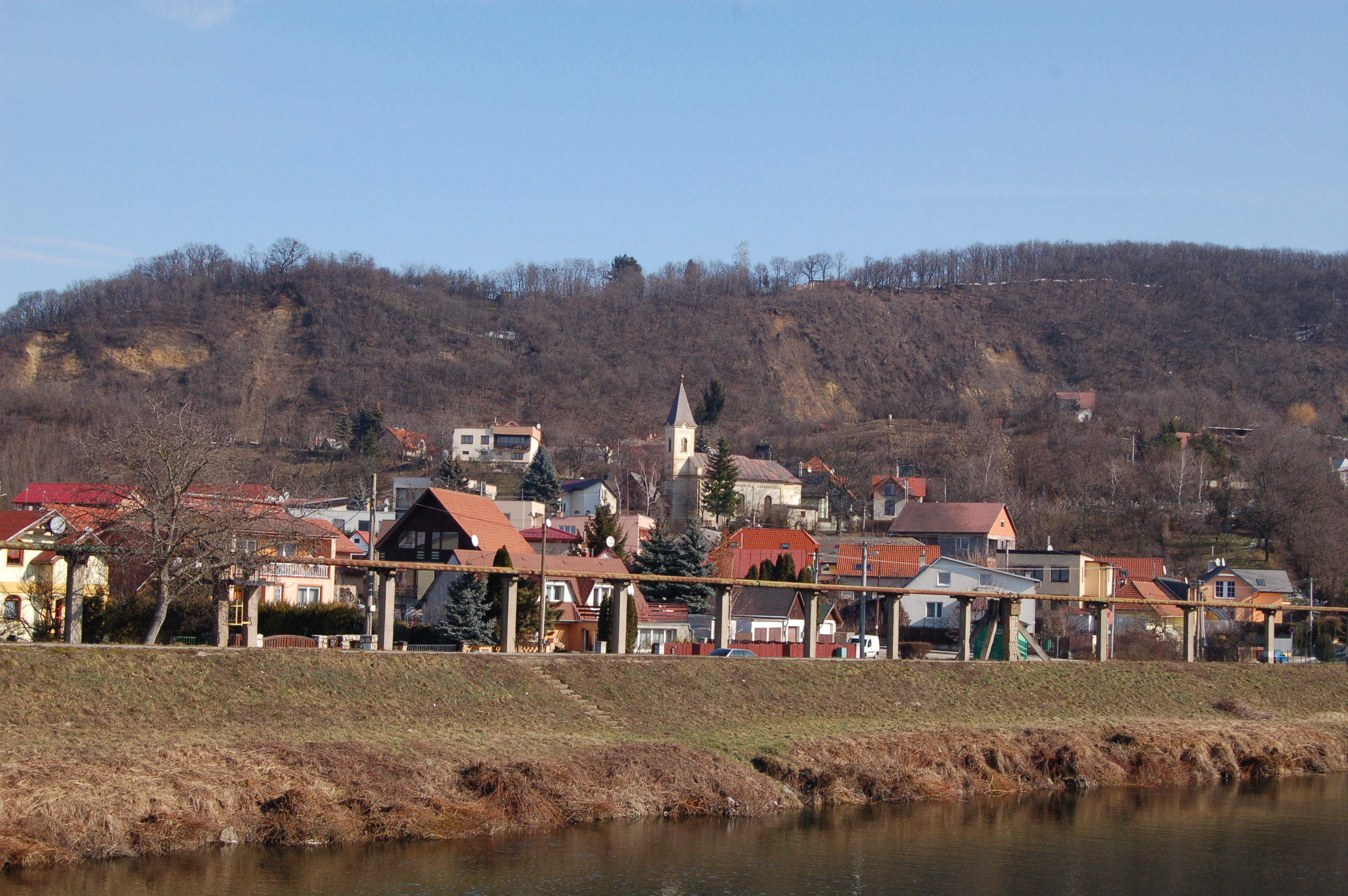
Blick auf den Ort

Der Ort wurde 1344 zum ersten Mal schriftlich erwähnt und wurde 1968 eingemeindet.
Er besteht aus den Katastralgemeinden Nižná Úvrať und Vyšné Opátske.

## Bevölkerung
Nach der Volkszählung 2011 wohnten im Stadtteil Vyšné Opátske 1629 Einwohner, davon 1350 Slowaken, 27 Magyaren, 10 Russinen, sieben Tschechen, sechs Ukrainer,  zwei Roma sowie jeweils ein Bulgare, Pole und Serbe. 44 Einwohner gaben eine andere Ethnie an und 220 Einwohner machten keine Angabe zur Ethnie.
888 Einwohner bekannten sich zur römisch-katholischen Kirche, 106 Einwohner zur griechisch-katholischen Kirche, 55 Einwohner zur Evangelischen Kirche A. B., 25 Einwohner zur reformierten Kirche, 23 Einwohner zur orthodoxen Kirche, vier Einwohner zu den Baptisten, jeweils zwei Einwohner zu den Siebenten-Tags-Adventisten und zur altkatholischen Kirche und ein Einwohner zur evangelisch-methodistischen Kirche. Sieben Einwohner bekannten sich zu einer anderen Konfession, 250 Einwohner waren konfessionslos und bei 266 Einwohnern wurde die Konfession nicht ermittelt.